# Husnäbbmus
Husnäbbmus (Crocidura russula) är ett däggdjur i familjen näbbmöss. Den förekommer i norra Afrika, i sydvästra Europa och Centraleuropa.

## Kännetecken
Arten når en kroppslängd mellan 63 och 83 millimeter, en svanslängd mellan 32 och 45 millimeter samt en vikt av 7 till 15 gram. Ovansidan är gråbrun (ibland med inslag av rött), sidorna och buken är ofta ljusare, ibland gulaktiga. Det finns ingen tydlig gräns mellan färgerna på ovan- och undersidan.

## Utbredning och habitat
Husnäbbmusen förekommer i sydvästra delen av den palearktiska regionen. Utbredningsområdet sträcker sig från norra Afrika (Marocko, Algeriet och Tunisien) över nästan hela sydvästra Europa (med undantag av Alperna) till östra Tyskland. Den nordöstra gränsen bildas av en linje mellan Bremen, Harz och Dresden, en koloni har upptäckts i sydvästra Norge .
I Centraleuropa ligger habitatet utanför skogar. Ofta vistas den på ängar, på ställen med några buskar eller i trädgårdar. Den föredrar låglandet upp till 300 eller 400 meter över havet, vid några få ställen upp till 680 meters höjd. Liksom trädgårdsnäbbmusen lever den ofta nära människans boplatser. Under hösten och vintern vistas de ofta i byggnader. Kring Medelhavet är habitatet mera variabelt. De vistas där även på buskmarker, vid skogskanter eller på odlingsmark med torra murar.

## Levnadssätt
Arten är huvudsakligen aktiv på natten. Födan utgörs främst av insekter och deras larver, gråsuggor, spindlar och snäckor, i viss mån även av växtdelar. Ibland kompletteras födan med små däggdjur eller små ödlor. Husnäbbmusen fortplantar sig mellan februari och oktober. Honan parar sig under denna tid två till fyra gånger och har per kull upp till 11 ungar, vanligen 4 eller 5. Nyfödda ungar väger mellan 0,7 och 1,5 gram. De öppnar ögonen efter 4 till 14 dagar och dias cirka tre veckor. Ungdjur bildar ibland karavaner genom att bita sig fast i varandras svansrot. Individer som föddes under våren är redan under sommaren könsmogna. Livslängden i naturen går upp till 30 månader.
Under vintern kan flera exemplar uppsöka samma näste för att sova tillsammans eller de intar ett stelt tillstånd (torpor).

## Population
För husnäbbmusen finns inga hot i utbredningsområdet. IUCN listar arten som livskraftig (least concern).